# Wengernalpbahn
| Streckenkarte im Netz der Schmalspurbahnen der JBH |                                                                                            |                                                   |                                              |
| Streckennummer (BAV): | 316 (Lauterbrunnen–Kleine Scheidegg–Grindelwald Grund) 317 (Grindelwald Grund–Grindelwald) |                                                   |                                              |
| Fahrplanfeld: | 311, 312                                                                                   |                                                   |                                              |
| Streckenlänge: | 19,11 km                                                                                   |                                                   |                                              |
| Spurweite: | 800 mm (Schmalspur)                                                                        |                                                   |                                              |
| Stromsystem: | 1500 =                                                                                     |                                                   |                                              |
| Maximale Neigung: | Grindelwald Grund–Alpiglen 250 ‰, sonst 190 ‰                                              |                                                   |                                              |
| Minimaler Radius: | 60 m                                                                                       |                                                   |                                              |
| Zahnstangensystem: | Riggenbach-Pauli / Von Roll                                                                |                                                   |                                              |
| |                                                                                            |                                                   |                                              |
| Lauterbrunnen–Grindelwald |                                                                                            |                                                   |                                              |
| \| \| 0,00 \| Lauterbrunnen Anschluss zur BOB von Interlaken \| 797 m ü. M. \| \| \| \| \| \| \| \| \| und zur BLM nach Mürren \| \| \| \| 0,75 \| Witimatte (Verzw) \| 827 m ü. M. \| \| \| \| (neue Trasse seit 1910) \| \| \| \| \| Wurmschopf 136 m \| \| \| \| 1,79 \| Rohrfluh \| 994 m ü. M. \| \| \| \| Rohrfluh (27 m) \| \| \| \| \| Tunnel 3 (34 m) \| \| \| \| \| Tunnel 4 (77 m) \| \| \| \| \| Kehrtunnel (248 m) \| \| \| \| 3,03 \| Wengwald \| 1182 m ü. M. \| \| \| \| (alte Trasse bis 2007) \| \| \| \| \| \| \| \| \| 3,82 \| Wengen Anschluss Luftseilbahn Wengen–Männlichen \| 1275 m ü. M. \| \| \| \| \| \| \| \| 4,32 \| Sengg (Verzw) \| 1320 m ü. M. \| \| \| 5,22 \| In Gassen (Verzw) \| 1428 m ü. M. \| \| \| 5,72 \| Allmend \| 1509 m ü. M. \| \| \| 7,10 \| Bannwald \| 1698 m ü. M. \| \| \| 8,31 \| Wengernalp \| 1874 m ü. M. \| \| \| \| Gleisdreieck Tunnel Kleine Scheidegg (110 m) \| \| \| \| \| \| \| \| \| 10,47 \| Kleine Scheidegg Anschluss an JB zum Jungfraujoch \| 2061 m ü. M. \| \| \| \| \| \| \| \| 11,79 \| Salzegg \| 1995 m ü. M. \| \| \| \| Galerie \| \| \| \| 13,00 \| Strättli Galerie \| 1840 m ü. M. \| \| \| \| Eiger \| \| \| \| \| Galerie \| \| \| \| 14,49 \| Alpiglen \| 1616 m ü. M. \| \| \| 16,02 \| Brandegg \| 1333 m ü. M. \| \| \| 16,74 \| Rohr (Verzw) \| 1153 m ü. M. \| \| \| 18,13 \| Grindelwald Grund (Verzw) \| 944 m ü. M. \| \| \| \| \| \| \| \| 19,11 \| Grindelwald Anschluss zur BOB nach Interlaken \| 1034 m ü. M. \| |                                                                                            |                                                   |                                              |
| Kopfbahnhof Streckenende · Kopfbahnhof Streckenanfang | 0,00                                                                                       | Lauterbrunnen Anschluss zur BOB von Interlaken    | 797 m ü. M.                                  |
| |                                                                                            |                                                   |                                              |
| Strecke |                                                                                            | und zur BLM nach Mürren                           | und zur BLM nach Mürren                      |
| Dienststation / Betriebs- oder Güterbahnhof | 0,75                                                                                       | Witimatte (Verzw)                                 | 827 m ü. M.                                  |
| Verschwenkung von links (Strecke außer Betrieb) · Verschwenkung von rechts |                                                                                            | (neue Trasse seit 1910)                           | (neue Trasse seit 1910)                      |
| Strecke (außer Betrieb) · Tunnel |                                                                                            | Wurmschopf 136 m                                  | Wurmschopf 136 m                             |
| Strecke (außer Betrieb) · Dienststation / Betriebs- oder Güterbahnhof | 1,79                                                                                       | Rohrfluh                                          | 994 m ü. M.                                  |
| Strecke (außer Betrieb) · Tunnel |                                                                                            | Rohrfluh (27 m)                                   | Rohrfluh (27 m)                              |
| Strecke (außer Betrieb) · Tunnel |                                                                                            | Tunnel 3 (34 m)                                   | Tunnel 3 (34 m)                              |
| Strecke (außer Betrieb) · Tunnel |                                                                                            | Tunnel 4 (77 m)                                   | Tunnel 4 (77 m)                              |
| Strecke (außer Betrieb) · Tunnel |                                                                                            | Kehrtunnel (248 m)                                | Kehrtunnel (248 m)                           |
| Strecke (außer Betrieb) · Haltepunkt / Haltestelle | 3,03                                                                                       | Wengwald                                          | 1182 m ü. M.                                 |
| Verschwenkung nach links (Strecke außer Betrieb) · Verschwenkung nach rechts |                                                                                            | (alte Trasse bis 2007)                            | (alte Trasse bis 2007)                       |
| |                                                                                            |                                                   |                                              |
| Bahnhof | 3,82                                                                                       | Wengen Anschluss Luftseilbahn Wengen–Männlichen   | 1275 m ü. M.                                 |
| |                                                                                            |                                                   |                                              |
| Dienststation / Betriebs- oder Güterbahnhof | 4,32                                                                                       | Sengg (Verzw)                                     | 1320 m ü. M.                                 |
| Dienststation / Betriebs- oder Güterbahnhof | 5,22                                                                                       | In Gassen (Verzw)                                 | 1428 m ü. M.                                 |
| Bahnhof | 5,72                                                                                       | Allmend                                           | 1509 m ü. M.                                 |
| Dienststation / Betriebs- oder Güterbahnhof | 7,10                                                                                       | Bannwald                                          | 1698 m ü. M.                                 |
| Bahnhof | 8,31                                                                                       | Wengernalp                                        | 1874 m ü. M.                                 |
| Abzweig geradeaus, nach links und von links |                                                                                            | Gleisdreieck Tunnel Kleine Scheidegg (110 m)      | Gleisdreieck Tunnel Kleine Scheidegg (110 m) |
| |                                                                                            |                                                   |                                              |
| Kopfbahnhof Streckenende und quer · Bahnhof | 10,47                                                                                      | Kleine Scheidegg Anschluss an JB zum Jungfraujoch | 2061 m ü. M.                                 |
| |                                                                                            |                                                   |                                              |
| Dienststation / Betriebs- oder Güterbahnhof | 11,79                                                                                      | Salzegg                                           | 1995 m ü. M.                                 |
| Tunnel |                                                                                            | Galerie                                           | Galerie                                      |
| Dienststation / Betriebs- oder Güterbahnhof Streckenanfang und Streckenende (im Tunnel) | 13,00                                                                                      | Strättli Galerie                                  | 1840 m ü. M.                                 |
| Strecke |                                                                                            | Eiger                                             | Eiger                                        |
| Tunnel |                                                                                            | Galerie                                           | Galerie                                      |
| Bahnhof | 14,49                                                                                      | Alpiglen                                          | 1616 m ü. M.                                 |
| Bahnhof | 16,02                                                                                      | Brandegg                                          | 1333 m ü. M.                                 |
| Dienststation / Betriebs- oder Güterbahnhof | 16,74                                                                                      | Rohr (Verzw)                                      | 1153 m ü. M.                                 |
| Spitzkehrbahnhof links | 18,13                                                                                      | Grindelwald Grund (Verzw)                         | 944 m ü. M.                                  |
| |                                                                                            |                                                   |                                              |
| Kopfbahnhof Streckenende · Kopfbahnhof Streckenanfang und quer | 19,11                                                                                      | Grindelwald Anschluss zur BOB nach Interlaken     | 1034 m ü. M.                                 |

Die Wengernalpbahn, kurz WAB, ist eine 1893 eröffnete schmalspurige Zahnradbahn im Berner Oberland. Sie führt von Lauterbrunnen über Wengen und die Kleine Scheidegg nach Grindelwald. Benannt wurde sie nach der Wengernalp, die sich zwischen Wengen und der Kleinen Scheidegg befindet. Sie gilt als die längste durchgehende Zahnradbahn der Welt.

## Eigentümer
Die Wengernalpbahn gehört der Wengernalpbahn AG, einer 100%-Tochter der Jungfraubahn Holding AG. Der Wengernalpbahn AG gehört auch der im Dezember 2020 im Rahmen des V-Bahn-Projektes gebaute Eiger-Express von Grindelwald zur Station Eigergletscher. Der Betrieb der Wengernalpbahn wird von der Jungfraubahnen Management AG geführt, die ebenfalls eine 100%-Tochter der Jungfraubahn Holding AG ist.

## Geschichte

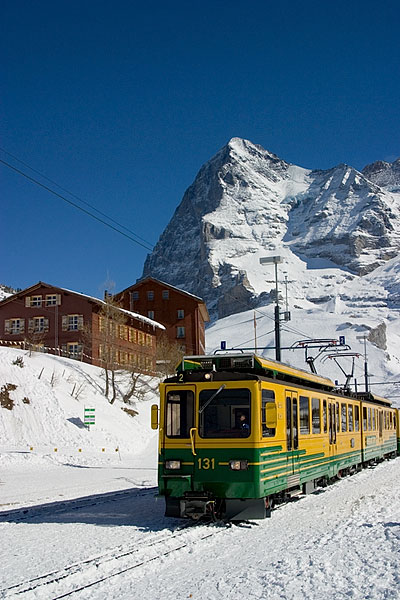
BDhe 4/8 auf der Wengernalp, im Hintergrund der Eiger (2004)

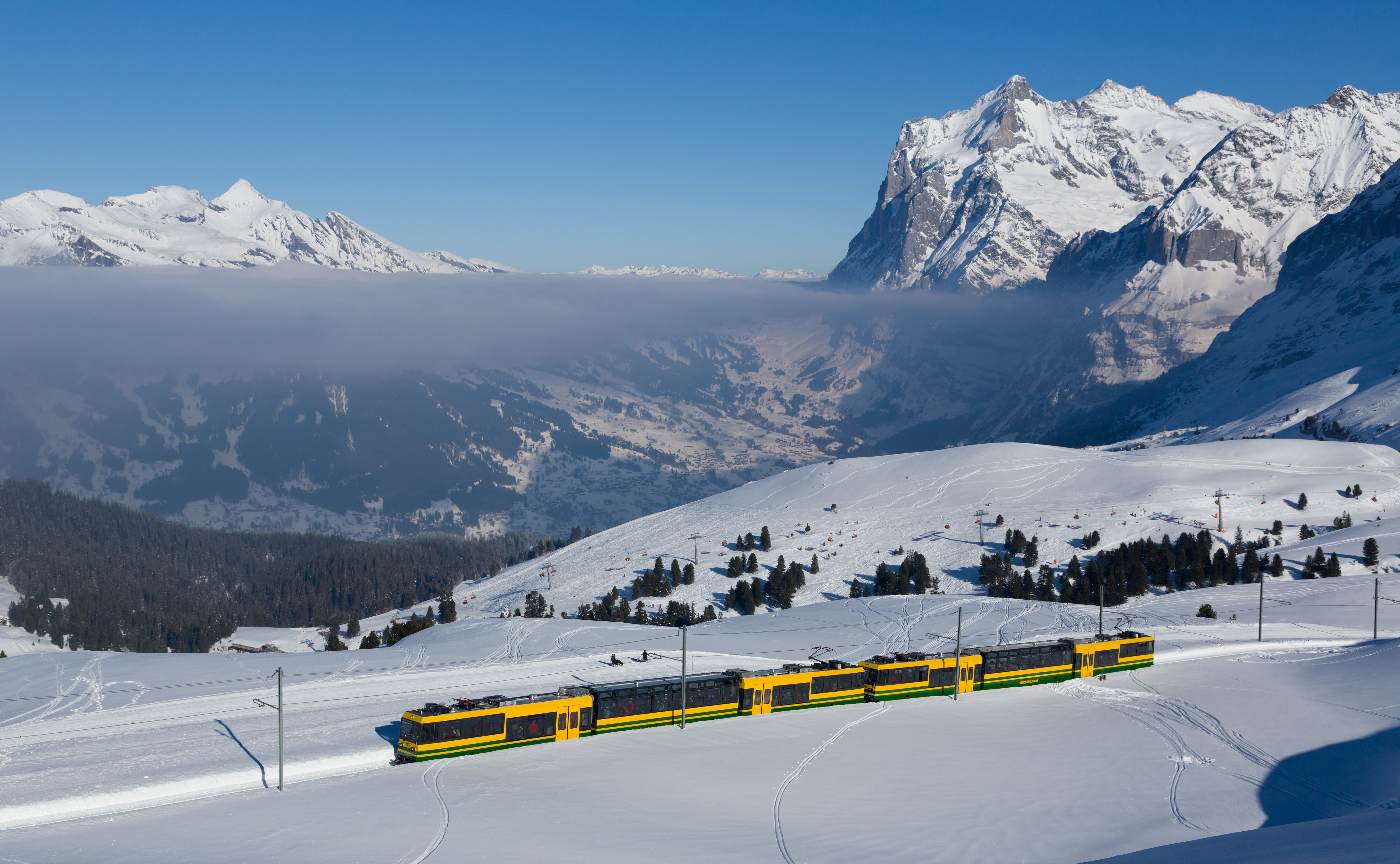
Zwei Panoramazüge Bhe 4/8 unterhalb der Kleinen Scheidegg mit Blick auf Grindelwald, 2013

Leo Heer-Bétrix erhielt 1890 die Konzession für den Bau einer Bahn auf die Kleine Scheidegg. Am 18. April 1892 fand die erste Probefahrt statt. Im Juli desselben Jahres war die Strecke schon fertiggestellt, und am 10. August erreichte der erste Zug die Kleine Scheidegg. Am 20. Juni 1893 setzte der offizielle Fahrplanverkehr ein. Der unerwartete Ansturm an Fahrgästen machte den Kauf mehrerer neuer Fahrzeuge für die WAB erforderlich.
Die ursprüngliche, alte Strecke genannte Linienführung war mit bis zu 250 ‰ zwischen Lauterbrunnen und Wengen sehr steil und eine grosse Belastung für die Triebfahrzeuge. Aufgrund ihres Verlaufs war sie eisschlaggefährdet und wurde deshalb jeweils im Winter gesperrt. 1909 wurde zum ersten Mal der Winterbetrieb angeboten.
1910 ging eine neue Trasse in Betrieb, welche durch zahlreiche Tunnel geführt wird und nur noch Steigungen von 180 ‰ aufweist. Diese neue Strecke wurde dann elektrisch betrieben. Die alte Strecke blieb allerdings bis Ende 2007 in Betrieb und wurde für den Güterverkehr und Leerzüge verwendet. Jeweils im September verkehrten während des Jungfrau-Marathons fahrplanmässig Nostalgiezüge über die alte Strecke, die mit gewöhnlichen Fahrscheinen benutzt werden konnten. 2009 wurde diese Strecke zurückgebaut, zurück blieb auf weiten Teilen alleine das Schotterbett. Ein Grund dafür war neben zu hohen Betriebskosten, dass die Strecke unterhalb von Wengen durch einen Rutschhang verläuft, der trotz anhaltender Eingriffe zur Stabilisierung nicht zur Ruhe kommt. Im Jahr 1916 standen ausreichend elektrisch betriebene Fahrzeuge zur Verfügung, um ganz auf den Dampfbetrieb verzichten zu können. Nach dem Zweiten Weltkrieg wurde der Fuhrpark grundlegend modernisiert. Von den alten elektrischen Lokomotiven sind immer noch einige für den Gütertransport im Verkehr.
1946 legten die Betriebsgemeinschaft Wengernalpbahn / Jungfraubahn (JB) ihre Direktionen mit den Berner-Oberland-Bahnen (BOB) zusammen; die Bahnen in der Jungfrau-Region werden seither gemeinsam verwaltet und betrieben. Die Verwaltungsgemeinschaft erhielt im Jahr 2000 als Jungfraubahnen Management AG ihre eigene Rechtspersönlichkeit als gemeinsames Tochterunternehmen von Jungfraubahn Holding (deren 100 %-Tochter die WAB ist) und der BOB.
Am 18. Februar 1985 verschüttete eine künstlich ausgelöste Lawine zwei Züge der Wengernalpbahn zwischen Alpiglen und Salzegg. Zwei Mitarbeiter der Bahn kamen dabei ums Leben.
Am 11. November 1996 kippte ein Föhnsturm mit Windgeschwindigkeiten bis zu 150 km/h bei der Salzegg den nach Grindelwald fahrenden Doppeltriebwagen BDhe 4/8 134 um. Mehrere Menschen wurden zum Teil schwer verletzt. Die Fahrt diente zur Evakuierung von auf dem Jungfraujoch eingeschlossenen Personen.
In Lauterbrunnen sowie Grindelwald besteht Umsteigemöglichkeit zur Berner-Oberland-Bahn (BOB) nach Interlaken. In Lauterbrunnen besteht ferner Anschluss an die Bergbahn Lauterbrunnen–Mürren (BLM) sowie die Buslinien nach Stechelberg und Isenfluh. Auf der Kleinen Scheidegg beginnt ausserdem die Jungfraubahn (JB). Seit der Fertigstellung des V-Bahn-Projekts wird die Wengernalpbahn nicht mehr als Hauptzubringer zur Jungfraubahn genutzt.

## Technik
Die Streckenlänge beträgt 19,201 Kilometer mit Zahnstangen auf der ganzen Länge. Die Spurweite beträgt 800 Millimeter, der kleinste Kurvenradius 60 Meter. Die Zahnstangen gehören zum System Riggenbach, verändert durch Arnold Pauli. Die neusten Triebwagen erreichen 28 km/h auf der Bergstrecke.

## Betrieb
Dank der betrieblichen Möglichkeit, dem eigentlichen Kurszug durch einen Folgezugbetrieb in kurzem Abstand weitere Züge folgen zu lassen, kann in verkehrsstarken Zeiten die Kapazität optimal den Bedürfnissen angepasst werden. Auf der Grindelwaldner Seite verkehren die Züge im Halbstundentakt mit Anschlüssen von und nach Interlaken Ost. Zwischen Lauterbrunnen und Kleine Scheidegg fahren die Züge ebenfalls halbstündlich und ermöglichen gute Anschlüsse zu den Zügen der BOB.
Bei der WAB befindet sich das Triebfahrzeug immer talseitig. Wie bei den meisten Zahnradbahnen mit grossen Neigungen sind die Antriebe asymmetrisch, die Triebzahnräder befinden sich jeweils auf der Talseite jedes Drehgestells. Auch ist die Inneneinrichtung der Fahrzeuge, insbesondere die Neigung der Sitze, so gestaltet, dass es immer eine Bergseite und eine Talseite gibt. Dies erlaubt es auch, die Bremsausrüstung für die Talfahrt einer Fahrtrichtung zuzuordnen und so wesentlich zu vereinfachen. So ist ein Überfahren des Passes bei der Kleinen Scheidegg nicht ohne weiteres möglich; die Züge verkehren von Lauterbrunnen respektive Grindelwald aus bis zur Kleinen Scheidegg, wo der Zug für die Weiterfahrt gewechselt werden muss. Zum Austauschen von Fahrzeugen zwischen den beiden Linien war ursprünglich eine Drehscheibe vorhanden. Diese wurde 1947 durch ein Gleisdreieck ersetzt, dessen Ausziehgleis in den Berg als 110 Meter langer Tunnel Kleine Scheidegg hineingebaut wurde. Es erlaubt das Umstellen ganzer Zugkompositionen, wird aber im Fahrplanverkehr nicht genutzt.

## Tarif
Angebote des Schweizer Regeltarifs wie Generalabonnement und Swiss Travel Pass sind nur von Lauterbrunnen bis Wengen gültig. In diesem Abschnitt ist der Betrieb staatlich subventioniert. Auf dem Rest der Strecke gilt der Haustarif der Jungfraubahnen.

## Fahrzeugpark

### Dampflokomotiven
- H 2/3 1–8 (1891–1893) SLM
- H 2/3 9–12 (1895/1896) SLM
- H 2/3 13–14 (1898) SLM
- H 2/3 31–32 (1905/1906) SLM, Spitzname Doppellokomotive

### Elektrolokomotiven
- He 2/2 51–58 (1909/1910) SLM/Alioth, runde Maschinenraumfenster, 55–58 an BOB verkauft für SPB, dort 15–18. 54 nach einem Umbau mit rechteckigen Maschinenraumfenstern versehen
- He 2/2 59–63 (1911/1912) SLM/Alioth, rechteckige Maschinenraumfenster, an BOB verkauft für SPB, dort 19, 20 und 61–63
- He 2/2 64 (1926) SLM/BBC, rechteckige Maschinenraumfenster
- He 2/2 65 (1929) SLM/MFO, rechteckige Maschinenraumfenster, 65 im Jahr 2016 nach Wilderswil verbracht
- He 2/2 31–32 (1995) SLM/ABB/Stadler, zweite Besetzung der Nummern 31 und 32
- He(m) 4/4 41–43 (2022) Stadler,[Anm. 1]

### Triebwagen, Doppeltriebwagen und Triebzüge
- BDhe 4/4 101–118 (1947–1964, bis 1982 ABDhe), mehrere bereits ausrangiert, 104 2005 umgebaut mit Drehstromausrüstung
- BDhe 4/4 119–124; 120–123 zwischen 2009 und 2012 umgebaut mit Drehstromausrüstung, Innenraumauffrischung, Einbau eines Fahrgastinformationssystemes 
119, 124 ausrangiert und abgebrochen
- BDhe 4/8 131–134 (1988), 2010 Einbau von Zugzielanzeigen
- Bhe 4/8 141–150 (2004, 2014–2015)

### Reisezugwagen, Steuerwagen und Gelenksteuerwagen
Die Wengernalpbahn besass nur einen einzigen zweiachsigen Personenwagen, der bereits 1907 ausrangiert und das Untergestell zum Bau eines Güterwagens verwendet worden war. Alle anderen Personenwagen hatten und haben Drehgestelle. 1961/62 erhielten alle Personenwagen neue Nummern; hier aufgeführt sind nur diese.
- B 11–12, 21–39, 61–76, 78–79, 86–88 (1893–1929) vierachsige Holzkastenwagen (bis 1982 A, AB und B, total 42 Wagen), bis 2008 alle ausrangiert oder verkauft
  - B 73: 1906, Giesserei Bern, Holzwagenkasten ohne Verblechung, dies bis heute (Stand 2020), 1970 an Privat als Hühnerstall, 1976 an Schinznacher Baumschulbahn (SchBB), dort Umsprung auf 600 mm Spurweite, 1998 an Museumsfeldbahn Leipzig-Lindenau (MFLL) als Nr. 22 in grüner Farbgebung mit gelben Haltegriffen, Rückbau auf 800 mm Spurweite[8]

- B 89–90 (1959) 2010 ausrangiert
- Bt 211–214, 221–226, 261–278 (1961 bis 1968) vierachsige Steuerwagen (bis 1982 At, ABt und Bt) zu den Triebwagen 101 bis 124, B 221 und 223 Kontroller ausgebaut, Bt 225 2005 und Bt 276 1985 ausrangiert, drei Steuerwagen 2022 an Parkeisenbahn Cottbus verkauft[9]
- Bt 231 (1988) vierachsiger Steuerwagen zu 131–134, 2003 ausrangiert
- Bt 241–244 (1998, sechsachsige Gelenksteuerwagen zu den Triebwagen 119–124)
- Bt 251–253 (2003, sechsachsige Gelenksteuerwagen zu den Triebwagen 131–134)
- BDt 254 (2017, sechsachsiger Gelenksteuerwagen zu den Triebwagen 141–150)
- Bt 281–282 (2023, achtachsiger Steuerwagen mit zwei Wagenkasten zu He(m) 41–43)

### Bahndienstfahrzeuge
- Xrote 11 (1928)
- Xrote 12 (1945)
- Xrote 21 (2008)

### Güterwagen
- K 51 (1912) 1961 K° 301, 1998–2004 Umbau zu Schiebewandwagen Hik 301
- K 52 (1912) 1944 Kasten Neuaufbau, 1961 K° 302
- K 53 (1926) 1961 K° 303
- K 54 (1926) 1961 K° 304, 2000 Abbruch
- K 55 (1960) 1961 K° 305, 2006 neuer Kasten
- K° 306 (1962)
- K° 307 (1963) 1993 Klappwand Steuerwagen Hikt 307
- K° 308 (1963)
- K° 309 (1964)
- M 1 (1891) 1898 M 25, 1961 M° 401, 1979 Umbau Verlängerung
- M 2 (1891) 1898 M 26, 1961 M° 402, 1979 Umbau Verlängerung
- M 3 (1892) 1898 M 27, 1961 M° 403, 1979 Umbau Verlängerung
- M 28 (1898) 1953 Umbau Schemelwagen, 1961 M° 404, 2004 Abbruch
- M 29 (1898) 1953 Umbau Schemelwagen, 1961 M° 405, 2004 remisiert
- M 30 (1898) 1961 M° 406, 1979 Umbau Verlängerung

## Abbildungen

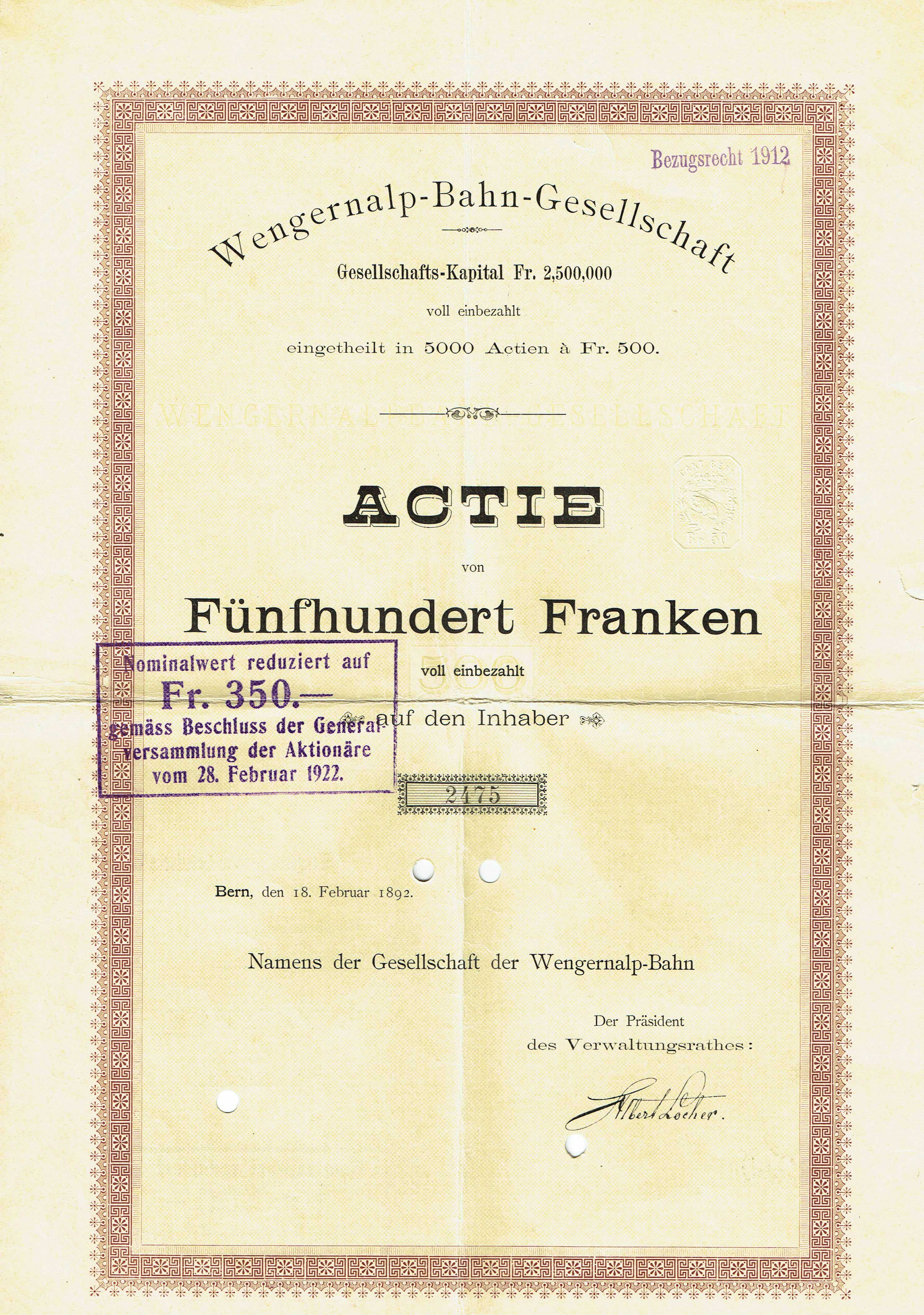
Gründeraktie über 500 Franken der Wengernalp-Bahn-Gesellschaft vom 18. Februar 1892
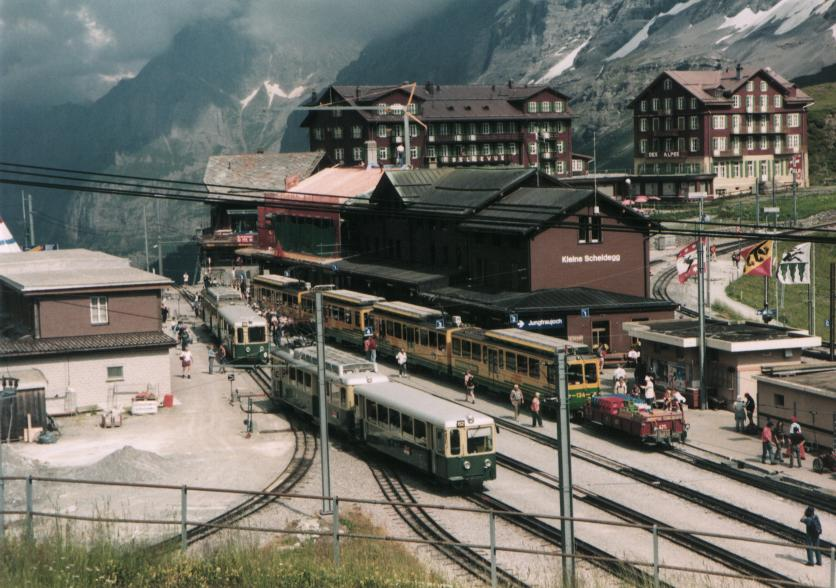
Bahnhof Kleine Scheidegg im Sommer 2003
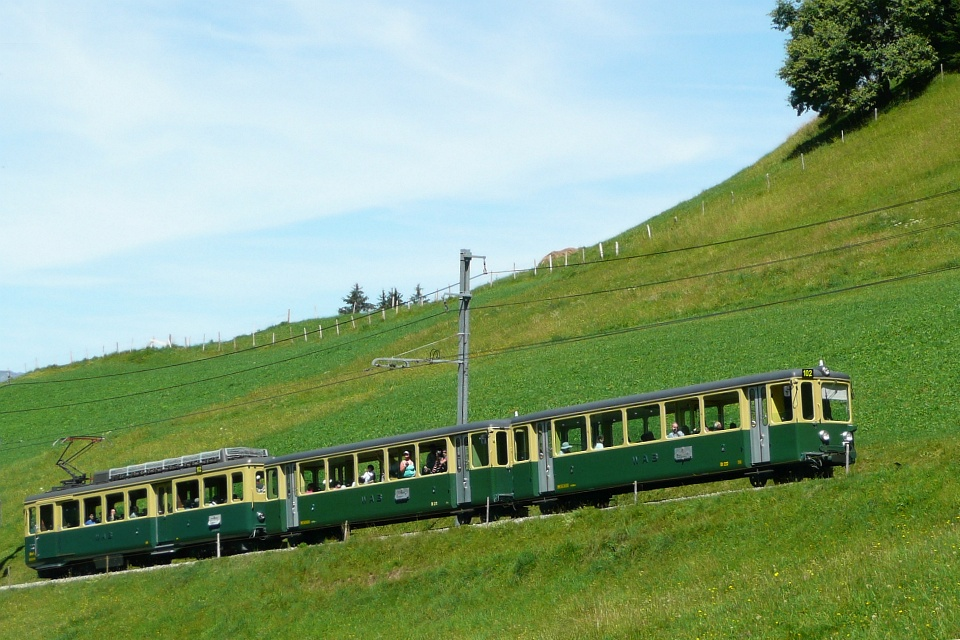
Jahrzehntelang für die Bahn typischer Zahnradbahn-Pendelzug, 2009
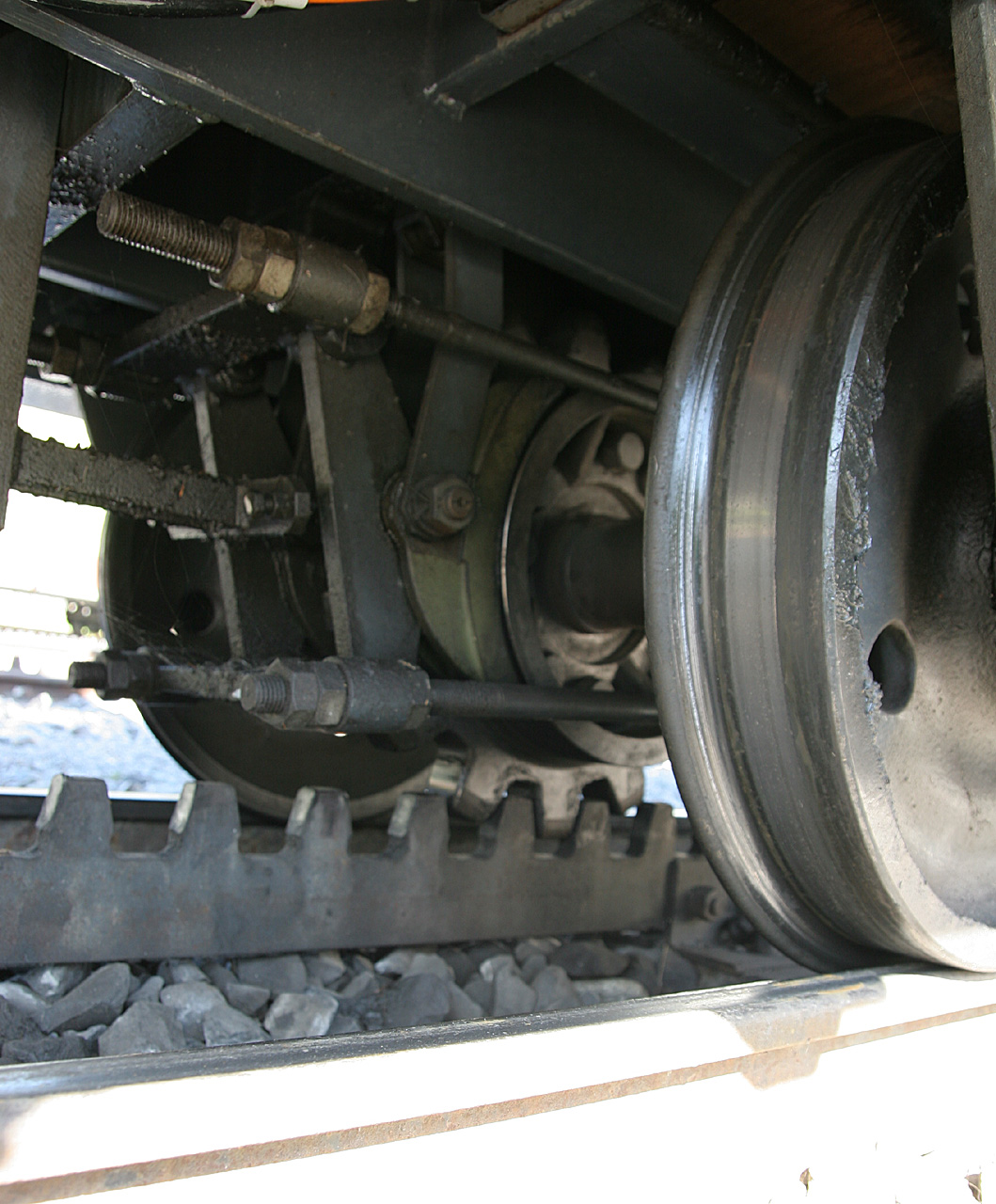
Bremszahnrad eines Wagens der Wengernalpbahn
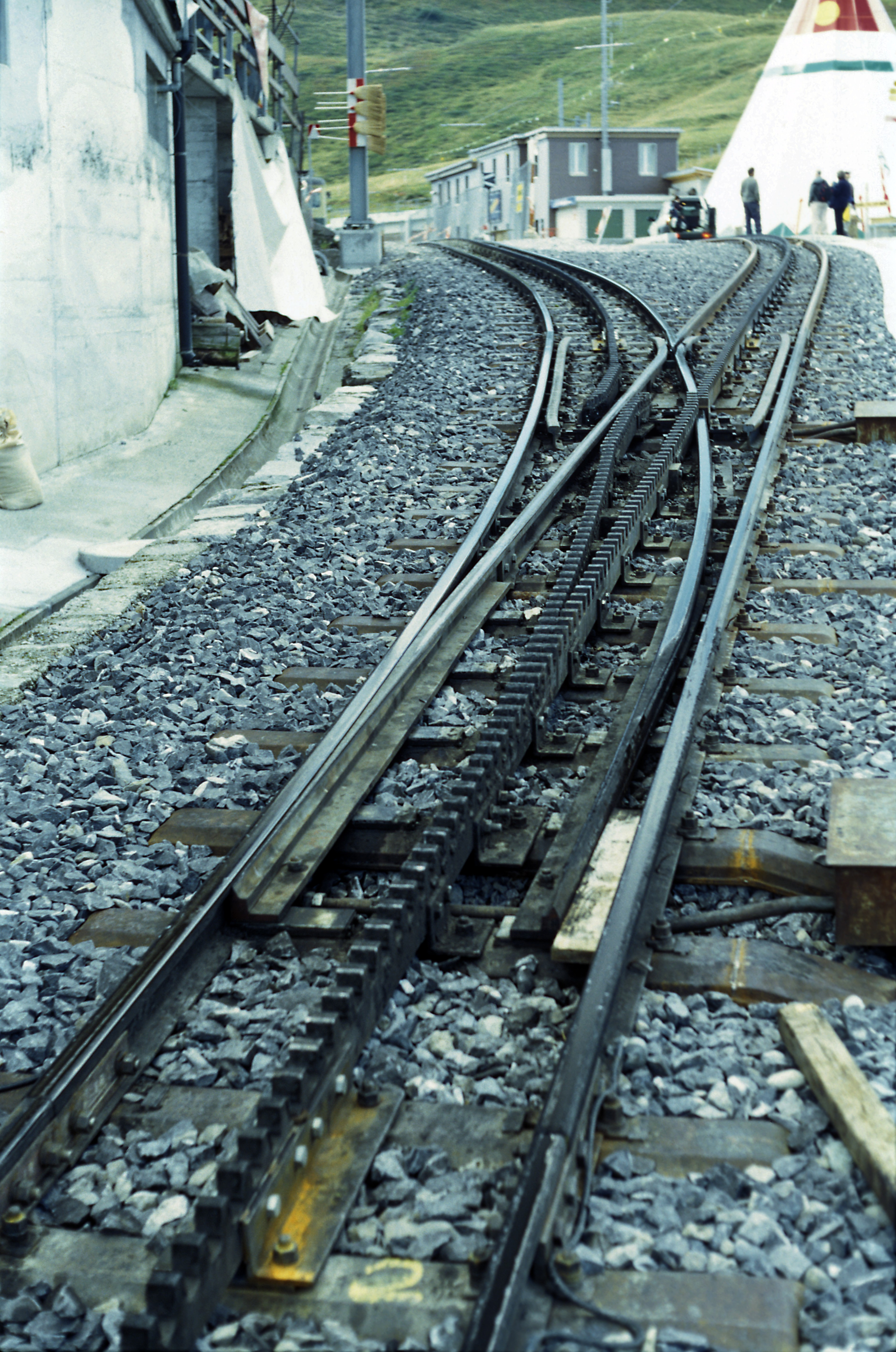
Zahnstangenweiche mit Von-Roll-Zahnstange im Bahnhof Kleine Scheidegg, 2003
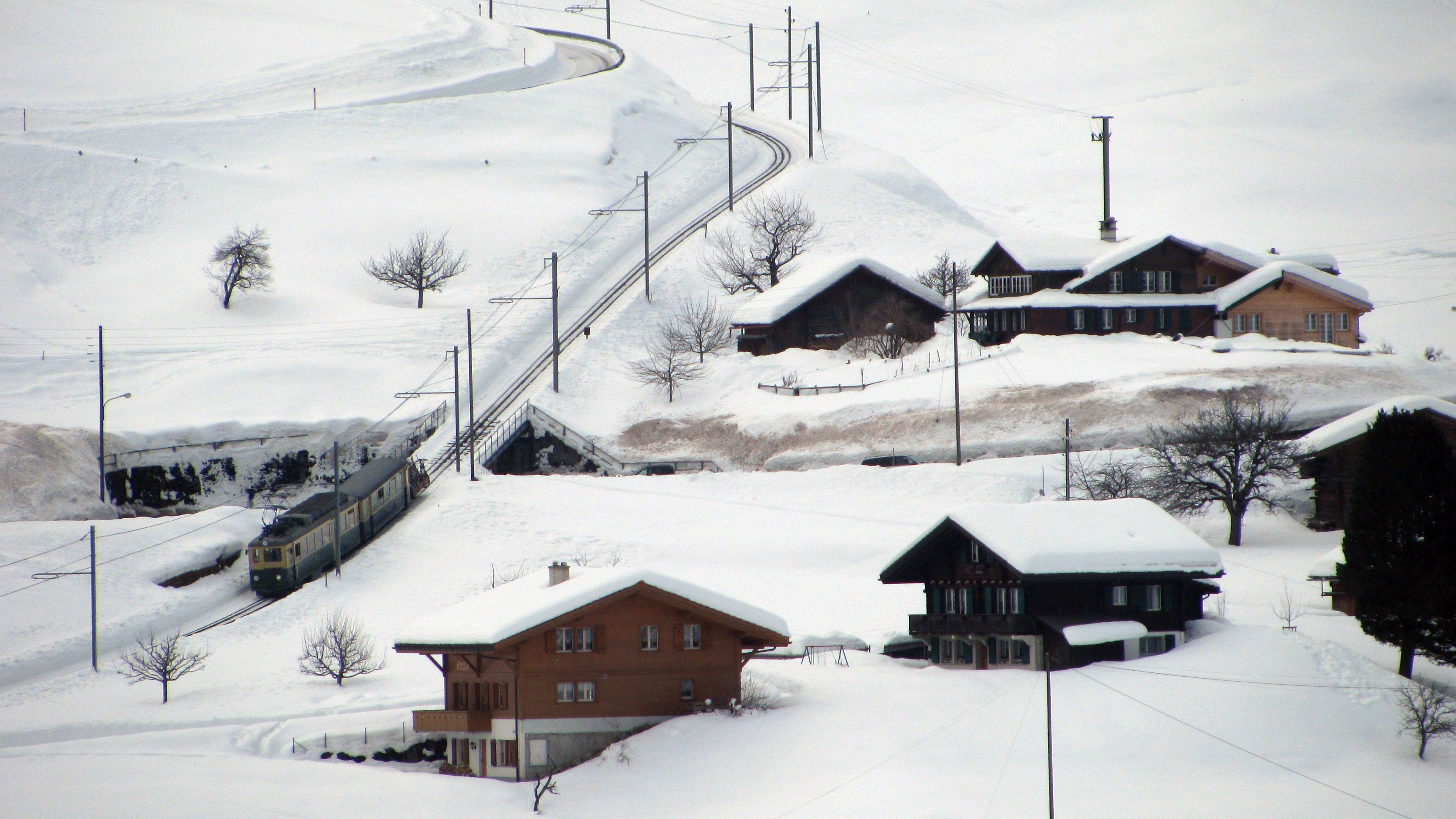
Oberhalb Grindelwald-Grund im Winter 2009
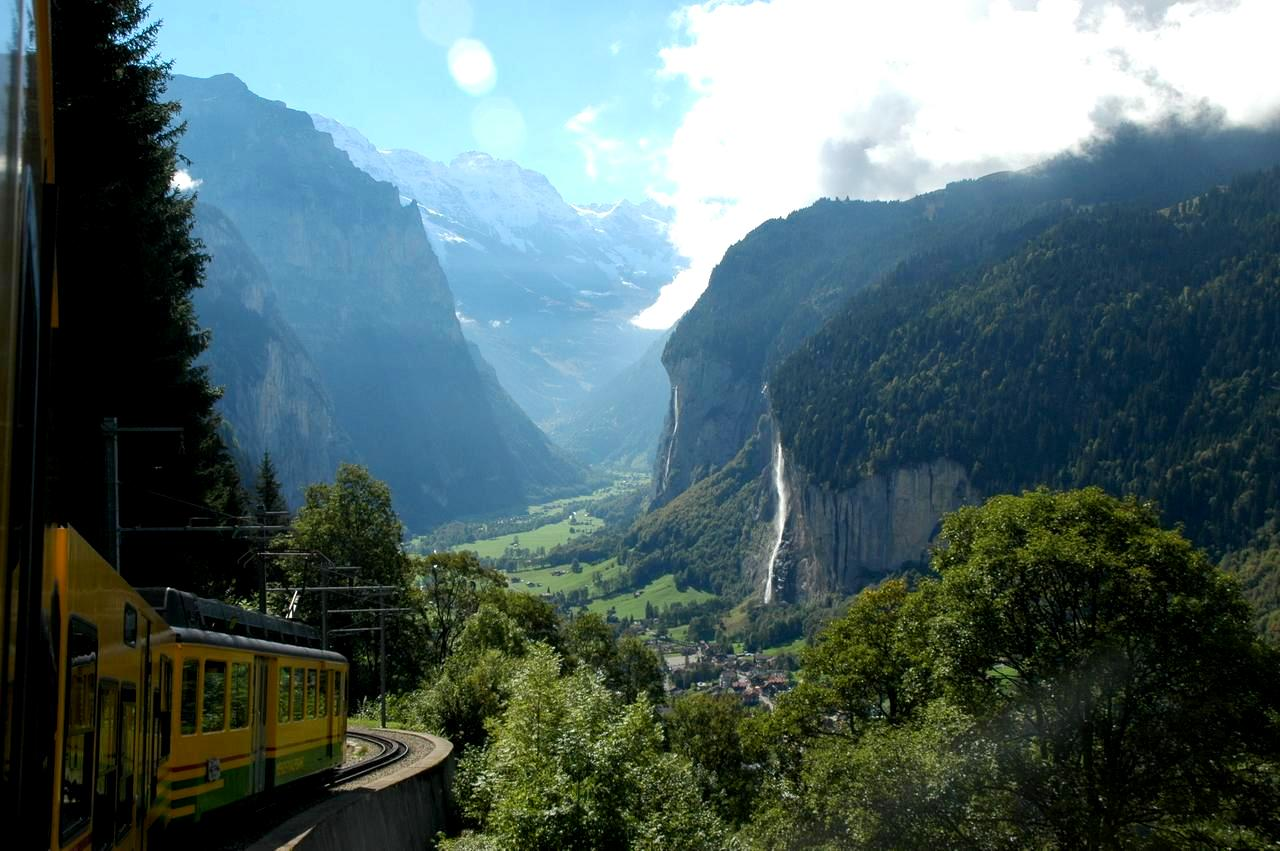
Auf der Fahrt von Lauterbrunnen nach Wengen, 2007